# Paul Beinhofer
Paul Beinhofer (* 2. Mai 1953 in München) ist bayerischer Staatsbeamter und war von 2000 bis Ende 2018 Regierungspräsident des bayerischen Regierungsbezirks Unterfranken.

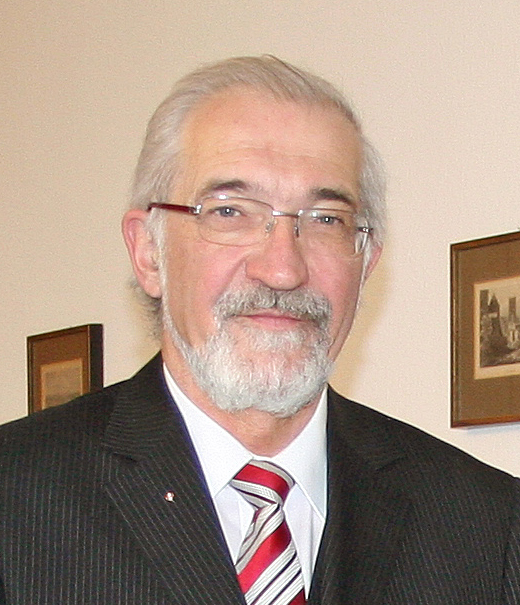
Paul Beinhofer

## Werdegang
Beinhofer wuchs in München auf und besuchte von 1963 bis zum Abitur 1972 das humanistische Karlsgymnasium. Anschließend leistete er den Grundwehrdienst bei der Luftwaffe in Germersheim und Erding. Ab 1973 belegte er ein Studium der Rechtswissenschaften in München und war Stipendiat der Stiftung Maximilianeum.
1980 nach dem Zweiten Juristischen Staatsexamen folgte sein Eintritt in die bayerische Allgemeine Innere Verwaltung als Regierungsrat z. A. bei der Regierung von Oberbayern im Sachgebiet Staatsrecht, Öffentliche Sicherheit und Ordnung. Von 1981 bis 1984 war er Hilfsreferent im Bayerischen Staatsministerium des Innern in den Sachgebieten „Baurecht“, „Wasserrecht“ sowie „Verfassungs- und Allgemeines Verwaltungsrecht“. 1981 folgte die Promotion zum Dr. iur. (summa cum laude) an der Universität München mit einer Arbeit über „Das Kollegialitätsprinzip im Bereich der Regierung“, betreut von Peter Lerche, sowie 1982 die Bestellung zum Lehrbeauftragten für Verwaltungsrecht an der Technischen Universität München. Letztere Tätigkeit nahm er bis zur Übersiedlung nach Karlsruhe 1986 wahr.
Von 1984 bis 1986 war er juristischer Staatsbeamter am Landratsamt Fürstenfeldbruck und Leiter der Abteilung „Kommunalaufsicht und Abfallwirtschaft“. Beinhofer war von 1986 bis 1989 Wissenschaftlicher Mitarbeiter bei dem Richter des Bundesverfassungsgerichts und späteren Vizepräsidenten des BVerfG. Otto Seidl in Karlsruhe. Von 1989 bis 1991 war er Leiter des Sachgebiets Umweltrecht und Abfallwirtschaft der Regierung von Oberbayern und von 1991 bis 1997 Leiter (Referent) des Sachgebiets „Recht der öffentlichen Sicherheit und Ordnung“ im Bayerischen Staatsministerium des Innern. Anschließend war Beinhofer Regierungsvizepräsident der Oberpfalz; in dieser Zeit bekam er auch einen Lehrauftrag für Beamtenrecht an der Universität Regensburg. Vom 1. März 2000 bis zu seinem Eintritt in den Ruhestand im Dezember 2018 war er Regierungspräsident von Unterfranken. Nachfolger wurde zum 1. Januar 2019 Eugen Ehmann.
Paul Beinhofer ist verheiratet und hat zwei Söhne (* 1984 und 1986).

## Ehrenämter
Paul Beinhofer bekleidet unter anderem folgende Ehrenämter:
- 1. Bundesvorsitzender des Frankenbundes (Wahl am 17. Mai 2003)
- Vizepräsident der Landesverkehrswacht Bayern e. V. (seit 22. Mai 2004)
- Vorsitzender der Unterfränkischen Gedenkjahrstiftung (seit 1. März 2000)
- Vorsitzender des Vorstandes der Verwaltungs- und Wirtschaftsakademie Würzburg (seit 8. Juni 2000)
- Vorsitzender des Bezirksverbandes Unterfranken des Volksbundes Deutsche Kriegsgräberfürsorge e. V. am 20. Februar 2001

## Ehrungen
- 2011: Verdienstkreuz am Bande der Bundesrepublik Deutschland

## Veröffentlichungen
- Mitautor des Polizeirechtskommentars „Polizeiaufgabengesetz – PAG“ (mit Heinz Honnacker), Boorberg Verlag, ISBN 978-3-415-04150-9
- Das Kollegialitätsprinzip im Bereich der Regierung, 1981, München, 1982